# Адмансхаген-Баргесхаген
Адманнсхаген-Баргесхаген (нем. Admannshagen-Bargeshagen) — община в Германии, в земле Мекленбург-Передняя Померания.
Входит в состав района Бад-Доберан. Подчиняется управлению Бад Доберан-Ланд. Население составляет 2834 человека (на 31 декабря 2010 года). Занимает площадь 15,68 км².
Община Адманнсхаген-Баргесхаген состоит из четырёх деревень: Баргесхаген, Адманнсхаген, Рабенхорст и Штайнбек.

## География
Адманнсхаген-Баргесхаген находится между городами Росток и Бад-Доберан. Через деревню протекает небольшой ручей. Баргесхаген находится на высоте 15 метров над уровнем моря. На территории общины нет лесов, только луга и поля. Практически все прилегающие поля используются в сельскохозяйственных целях.

## Население
| Год  | Численность | Численность |
| ---- | ----------- | ----------- |
| 2014 | 2806        | [ 3 ]       |
| 2017 | 2853        | [ 1 ]       |
| 2019 | 2880        | [ 4 ]       |
| 2021 | 2880        | [ 5 ]       |
| 2022 | 2874        | [ 6 ]       |
| 2023 | 2871        | [ 2 ]       |

## История
В 1273 году впервые было упомянут в летописих деревня Штайнбек. Затем также в 1273 Рабенхорст, 1286 — Баргесхаген и в 1302 Адманнсхаген. История этих четырёх деревень тесно связана с монастырем Бад-Доберана, так как эти деревни платили дань монастырю, а деревня Рабенхорст находилась в его собственности.
Близкое расположение к Ростоку и Балтийскому морю привело к росту населения и строительства частных домов после 1990 года. Число жителей с 1993 по 2003 год увеличилось в три раза.
- Каркасный дом в Адманнсхагене (фахверк) с крышей из камыша
- Каркасный дом в Адманнсхагене (фахверк)

## Экономика
После объединения ГДР с ФРГ в 1990 году на севере Баргесхагена был выделен под застройку крупный участок земли для различных предприятий. В настоящее время там находятся торговые фирмы (строительные и отделочные материалы), строительные и авторемонтные предприятия, офисные здания и складские помещения. На окраине Баргесхагена имеется большое поле, где устраивают несколько раз в году устраивают праздники. Имеется крупный фитнес-центр. Между Баргесхагеном и Адманнсхагеном установлены несколько ветряных электростанций.

## Дорожное сообщение
Деревня Баргесхаген находится непосредственно на трассе Bundesstraße 105.